# Campaign for Social Justice
La Campaign for Social Justice (CSJ) era un'organizzazione con sede in Irlanda del Nord che si batteva per i diritti civili in quella regione.
La  CSJ è stata inaugurata il 17 gennaio 1964 a Dungannon, nella contea di Tyrone, da Patricia McCluskey, che ne divenne la prima presidentessa, e suo marito, il medico generico locale, il dottor Conn McCluskey. La coppia aveva fondato nel 1963 una Lega dei cittadini senza casa per fare una campagna contro la discriminazione nell'assegnazione degli alloggi pubblici. La CSJ è stata istituita, secondo la dichiarazione costitutiva, "allo scopo di portare la luce della pubblicità sulla discriminazione che esiste nella comunità contro la parte cattolica di quella comunità che rappresenta più di un terzo del totale popolazione".